# Вінтер (Вісконсин)
Вінтер (англ. Winter) — селище (англ. village) в США, в окрузі Соєр штату Вісконсин. Населення — 325 осіб (2020).

## Географія
Вінтер розташований за координатами 45°49′20″ пн. ш. 91°0′47″ зх. д. / 45.82222° пн. ш. 91.01306° зх. д. (45.822091, -91.013100).  За даними Бюро перепису населення США в 2010 році селище мало площу 2,06 км², уся площа — суходіл.

## Демографія
Згідно з переписом 2010 року, у селищі мешкало 313 осіб у 153 домогосподарствах у складі 75 родин. Густота населення становила 152 особи/км².  Було 209 помешкань (101/км²).
Расовий склад населення:
| - 91,7 % — білих - 1,3 % — корінних американців - 1,3 % — чорних або афроамериканців - 0,3 % — азіатів - 1,0 % — осіб інших рас |

До двох чи більше рас належало 4,5 %. Частка іспаномовних становила 5,1 % від усіх жителів.
За віковим діапазоном населення розподілялося таким чином: 25,6 % — особи молодші 18 років, 53,3 % — особи у віці 18—64 років, 21,1 % — особи у віці 65 років та старші. Медіана віку мешканця становила 41,6 року. На 100 осіб жіночої статі у селищі припадало 105,9 чоловіків;  на 100 жінок у віці від 18 років та старших — 109,9 чоловіків також старших 18 років.
Середній дохід на одне домашнє господарство  становив 36 824 долари США (медіана — 34 063), а середній дохід на одну сім'ю — 45 690 доларів (медіана — 43 750). Медіана доходів становила 27 031 долар для чоловіків та 35 714 долари для жінок. За межею бідності перебувало 22,8 % осіб, у тому числі 48,6 % дітей у віці до 18 років та 12,3 % осіб у віці 65 років та старших.
Цивільне працевлаштоване населення становило 114 осіб. Основні галузі зайнятості: мистецтво, розваги та відпочинок — 28,9 %, освіта, охорона здоров'я та соціальна допомога — 17,5 %, роздрібна торгівля — 10,5 %, будівництво — 10,5 %.